# Schweinfurt Stadt
Schweinfurt Stadt (niem: Bahnhof Schweinfurt Stadt) – stacja kolejowa w Schweinfurt, w regionie Bawaria, w Niemczech. Znajduje się na linii Bamberg – Rottendorf, na wschód od starego miasta.
Według klasyfikacji Deutsche Bahn ma kategorię 5.

## Linie kolejowe
- Bamberg – Rottendorf